# Luai al-Atassi
Luai al-Atassi (en árabe لؤي الأتاسي) (1926 - 2003) fue un político sirio, y militar. Fue presidente de Siria desde el 9 de marzo de 1963 hasta el 27 de julio de 1963.

## Infancia y carrera temprana
Atassi nació en Homs dentro del importante clan al-Atassi. Entró el cuerpo de oficiales luego de graduarse de la Academia Militar de Homs en la década de los 40 y peleó durante la guerra árabe-israelí de 1948 en Palestina.
En 1954, el presidente Hashim Al-Atassi lo nombró Jefe de Protocolo Militar. Fue transferido a Egipto, donde sirvió como agregado militar adjunto en la embajada siria de El Cairo en 1956. Allí, se convirtió en partidario del presidente egipcio Gamal Abdel Nasser y sus políticas panarabistas. Atassi fue uno de los oficiales sirios que presionaron por la unidad con Egipto, la cual se materializó en febrero de 1958 con la formación de la República Árabe Unida (RAU). 
Atassi criticó la secesión de Siria de la unión en septiembre de 1961 después de un golpe militar. En abril de 1962, oficiales unionistas liderados por Jassem Alwan organizaron un intento de golpe de Estado contra el gobierno. Alwan, Hamad Ubayd y Muhammad Umran lideraron el esfuerzo en Alepo y Homs, mientras que Atassi dirigió la operación en Deir ez-Zor. 
Atassi intentó mediar una tregua entre los líderes del golpe y el gobierno, pero no fue posible. Después del intento de golpe, fue enviado a la embajada siria en Washington D. C. para servir como agregado militar. Los oficiales fueron encarcelados y llevados a juicio militar, donde Atassi fue llamado a declarar en su contra, pero se negó por sus simpatías con los oficiales. En consecuencia, Atassi fue arrestado y encarcelado en la prisión de Mezzeh de Damasco.

## Presidente de Siria
El 8 de marzo de 1963, una coalición de oficiales nacionalistas árabes, organizada por el Comité Militar del Partido Baaz, dio un golpe militar que derrocó al gobierno secesionista de Nazim al-Qudsi. Los oficiales liberaron inmediatamente a Atassi y lo nombraron miembro del Consejo Nacional para el Comando Revolucionario, el gobierno provisional efectivo del país, y lo nombraron presidente el 23 de marzo. 
Atassi era un nacionalista árabe políticamente independiente y fue nombrado Jefe del Estado Mayor tras su ejecución. Desde la perspectiva del Comité, Atassi era ideal para el puesto porque carecía de apoyo popular y, por lo tanto, no representaba una amenaza para la supremacía de la junta. Sus poderes presidenciales eran limitados y, en la práctica, actuó más como un líder figurativo.
El 18 de julio, Atassi encabezó una delegación siria a Alejandría, Egipto, para reparar las relaciones del gobierno sirio con Nasser después de que decenas de oficiales nasseristas fueran destituidos de sus altos cargos entre finales de abril y principios de mayo por el Comité Militar. Ese mismo día, el oficial nasserista Jassem Alwan lideró un golpe de Estado contra los baazistas, pero fracasó. Numerosas personas murieron en el intento de golpe y 20 oficiales participantes fueron ejecutados por el gobierno dominado por los baazistas. Desaprobando el trato dispensado a los golpistas, Atassi dimitió el 27 de julio. Posteriormente, se retiró de toda actividad política. 

## Vida posterior y muerte
Atassi vivió el resto de su vida en Homs, hasta su muerte en noviembre de 2003.
| Predecesor: Nazim al-Kudsi | Presidente de Siria 1963 | Sucesor: Amin al-Hafiz |